# Zhou Junxun
Zhou Junxun (周俊勳T, 周俊勋S, Zhōu JùnxūnP; Taipei, 23 febbraio 1980) è un goista taiwanese.
Zhou è nato a Taipei, Taiwan. Negli anni Ottanta e Novanta, il Go professionale non era un gioco molto affermato a Taiwan e non offriva molte opportunità ai suoi giocatori, ma a differenza di molti altri giocatori professionisti taiwanesi che si trasferirono in Giappone per proseguire la loro carriera, Zhou decise di competere esclusivamente a Taiwan. Zhou divenne professionista nel 1993. In seguito ha raggiunto il grado di 7 dan nel 1997 e infine di 9 dan nel 1998. È stato il primo giocatore professionista a raggiungere una classifica di 9 dan mentre gareggiava solo a Taiwan. È ampiamente accreditato come il miglior giocatore della Taiwan Qiyuan, anche se con la crescente popolarità del Go nel suo paese, il suo status è stato messo in discussione da altri avversari. È stato l'unico giocatore della Taiwan Qiyuan a vincere un torneo internazionale, avendo conquistato la Coppa LG nel 2007, sconfiggendo per 2-0 il cinese Hu Yaoyu.
È soprannominato “maestro di go dalla faccia rossa” per la presenza di un grande segno di nascita sul viso destro. In Occidente il suo nome viene spesso reso come “Chun-Hsun Chou”.

## Palmarès
| Nazionali      | Nazionali            | Nazionali            |
| Tornei         | Vittorie             | Finalista            |
| -------------- | -------------------- | -------------------- |
| Coppa Qiyuan   | 2 (2004, 2005)       |                      |
| Tianyuan       | 3 (2004-2006)        | 1 (20076)            |
| Wangzuo        | 3 (2005-2007)        |                      |
| Coppa Donggang | 3 (2006, 2010, 2011) | 1 (2009)             |
| Aixin          | 1 (2007)             | 1 (2010)             |
| Qiwang         | 2 (2008, 2015)       | 3 (2009, 2011, 2016) |
| Shiduan        | 2 (2011, 2012)       | 1 (2013)             |
| Coppa Haifeng  |                      | 1 (2011)             |
| Siyuan         | 1 (2012)             |                      |
| Internazionali |                      |                      |
| Tornei         | Vittorie             | Finalista            |
| Coppa LG       | 1 (2007)             |                      |
| Totale         | 18                   | 8                    |